# Alain Nef
Alain Nef (Wädenswil, 6 de febrer de 1982) és un exfutbolista suís, que ocupava la posició de defensa.
Va començar a destacar al FC Zurich, on va romandre fins al 2006, any en el qual marxa a la lliga italiana al fitxar per la Piacenza Calcio. El 2008 fitxa per la Udinese Calcio, que el cedeix al Recreativo de Huelva, de la primera divisió espanyola, i a la Triestina, de la Serie B italiana.
Ha estat internacional amb Suïssa en tres ocasions, tot marcant un gol.